# Qualificazioni al campionato mondiale di calcio 2006 - UEFA (gruppo 1)

## Classifica
| Squadra     | Pt | G  | V  | N | P | GF | GS | DR  |
| ----------- | -- | -- | -- | - | - | -- | -- | --- |
| Paesi Bassi | 32 | 12 | 10 | 2 | 0 | 27 | 3  | +24 |
| Rep. Ceca   | 27 | 12 | 9  | 0 | 3 | 35 | 12 | +23 |
| Romania     | 25 | 12 | 8  | 1 | 3 | 20 | 10 | +10 |
| Finlandia   | 16 | 12 | 5  | 1 | 6 | 21 | 19 | +2  |
| Macedonia   | 9  | 12 | 2  | 3 | 7 | 11 | 24 | -13 |
| Armenia     | 7  | 12 | 2  | 1 | 9 | 9  | 25 | -16 |
| Andorra     | 5  | 12 | 1  | 2 | 9 | 4  | 34 | -30 |

## Risultati
| Bucarest 18 agosto 2004 | Romania | 2 – 1 | Finlandia |  |

| Skopje 18 agosto 2004 | Macedonia | 3 – 0 | Armenia |  |

| Tampere 4 settembre 2004 | Finlandia | 3 – 0 | Andorra |  |

| Craiova 4 settembre 2004 | Romania | 2 – 1 | Macedonia |  |

| Amsterdam 8 settembre 2004 | Paesi Bassi | 2 – 0 | Rep. Ceca |  |

| Amsterdam 8 settembre 2004 | Armenia | 0 – 2 | Finlandia |  |

| Andorra La Vella 8 settembre 2004 | Andorra | 1 – 2 | Romania |  |

| Skopje 9 settembre 2004 | Macedonia | 2 – 2 | Paesi Bassi |  |

| Tampere 9 settembre 2004 | Finlandia | 3 – 1 | Armenia |  |

| Praga 9 settembre 2004 | Rep. Ceca | 1 – 0 | Romania |  |

| Amsterdam 13 ottobre 2004 | Paesi Bassi | 3 – 1 | Finlandia |  |

| Erevan 13 ottobre 2004 | Armenia | 0 – 3 | Rep. Ceca |  |

| Andorra La Vella 13 ottobre 2004 | Andorra | 1 – 0 | Macedonia |  |

| Erevan 17 novembre 2004 | Armenia | 1 – 1 | Romania |  |

| Skopje 17 novembre 2004 | Macedonia | 0 – 2 | Rep. Ceca |  |

| Barcellona 17 novembre 2004 | Andorra | 0 – 3 | Paesi Bassi |  |

| Skopje 9 febbraio 2005 | Macedonia | 0 – 0 | Andorra |  |

| Bucarest 26 marzo 2005 | Romania | 0 – 2 | Paesi Bassi |  |

| Teplice 26 marzo 2005 | Rep. Ceca | 4 – 3 | Finlandia |  |

| Erevan 26 marzo 2005 | Armenia | 2 – 1 | Andorra |  |

| Eindhoven 30 marzo 2005 | Paesi Bassi | 2 – 0 | Armenia |  |

| Skopje 30 marzo 2005 | Macedonia | 1 – 2 | Romania |  |

| Andorra La Vella 30 marzo 2005 | Andorra | 0 – 4 | Rep. Ceca |  |

| Rotterdam 4 giugno 2005 | Paesi Bassi | 2 – 0 | Romania |  |

| Liberec 4 giugno 2005 | Rep. Ceca | 8 – 1 | Andorra |  |

| Erevan 4 giugno 2005 | Armenia | 1 – 2 | Macedonia |  |

| Costanza 8 giugno 2005 | Romania | 3 – 0 | Armenia |  |

| Teplice 8 giugno 2005 | Rep. Ceca | 6 – 1 | Macedonia |  |

| Helsinki 8 giugno 2005 | Finlandia | 0 – 4 | Paesi Bassi |  |

| Costanza 17 agosto 2005 | Romania | 2 – 0 | Andorra |  |

| Skopje 17 agosto 2005 | Macedonia | 0 – 3 | Finlandia |  |

| Erevan 3 settembre 2005 | Armenia | 0 – 1 | Paesi Bassi |  |

| Andorra La Vella 3 settembre 2005 | Andorra | 0 – 0 | Finlandia |  |

| Costanza 3 settembre 2005 | Romania | 2 – 0 | Rep. Ceca |  |

| Eindhoven 7 settembre 2005 | Paesi Bassi | 4 – 0 | Andorra |  |

| Tampere 7 settembre 2005 | Finlandia | 5 – 1 | Macedonia |  |

| Olomouc 7 settembre 2005 | Rep. Ceca | 4 – 1 | Armenia |  |

| Praga 8 ottobre 2005 | Rep. Ceca | 0 – 2 | Paesi Bassi |  |

| Helsinki 8 ottobre 2005 | Finlandia | 0 – 1 | Romania |  |

| Amsterdam 12 ottobre 2005 | Paesi Bassi | 0 – 0 | Macedonia |  |

| Helsinki 12 ottobre 2005 | Finlandia | 0 – 3 | Rep. Ceca |  |

| Andorra La Vella 12 ottobre 2005 | Andorra | 0 – 3 | Armenia |  |